# Surtainville
Surtainville település Franciaországban, Manche megyében. Lakosainak száma 1169 fő (2022. január 1.). Surtainville Baubigny, Pierreville, Le Rozel, Sénoville és Bricquebec-en-Cotentin községekkel határos.

## Népesség
A település népessége az elmúlt években az alábbi módon változott:
| Lakosok száma | 948  | 775  | 977  | 1167 | 1212 | 1199 | 1180 | 1154 | 1159 | 1169 |
|               | 1968 | 1982 | 1990 | 2006 | 2013 | 2015 | 2017 | 2019 | 2020 | 2022 |